# Autorska prava u muzici
Autorska prava u popularnoj muzici predstavljaju zakonski okvir kojim se regulišu prava autora ili koautora (kompozitora, tekstopisaca, aranžera...) koji učestvuju u stvaranju dela iz oblasti popularne muzike.
Kako Ivana Neimarević navodi: „Kompozitori, muzičari, pevači i producenti žive od prodaje muzike ili proizvoda vezanih za muziku. Osim ovih načina, novac zarađuju od živih nastupa i turneja. Prava intelektualne svojine postoje kako bi se muzika zaštitila od sve lakšeg kopiranja, korišćenja i preprodaje. Piraterija i zloupotreba su činjenice i opasnost u celoj muzičkoj industriji.ˮ
Glavna svrha prava intelektualne svojine je podsticanje inovacija i kreativnosti kroz omogućavanje da pronalazači, autori i drugi kreatori intelektualnih dobara dobiju pravednu nagradu za svoj rad i da mogu da žive od rezultata svog rada, a takođe i da zaštite ulaganja u reputaciju brenda.

## Intelektualna svojina
Pod pojmom intelektualna svojina u širem smislu podrazumevaju se različite kreacije ljudskog uma. One kreacije i inovacije koje ispunjavaju zakonima propisane uslove mogu biti zaštićene određenim pravima intelektualne svojine.

## Zaštita autorskih prava u Srbiji

### Zavod za intelektualnu svojinu
U Srbiji danas autorska prava uopšte, a samim tim i u popularnoj muzici, regulisana su Zakonom o autorskom i srodnim pravima. Jedna od institucija koja se time bavi jeste Zavod za intelektualnu svojinu Republike Srbije, koji deluje kao posebna organizacija u sistemu državne uprave u čijoj su nadležnosti poslovi koji se odnose na prava industrijske svojine i autorsko i srodna prava.

### Sokoj
Takođe, za ostvarivanje i zaštitu autorskih prava stvaralaca popularne muzike zadužena je Organizacija muzičkih autora Srbije – SOKOJ.
SOKOJ – Organizacija muzičkih autora Srbije, ostvaruje prava autora muzike, autora teksta, autora aranžmana muzike i drugih nosilaca autorskih prava na muzičkim delima svih žanrova, sa rečima i bez reči. Sokoj zastupa preko 12.000 domaćih muzičkih autora i drugih nosilaca autorskog prava na muzičkim delima svih žanrova i, na osnovu zaključenih ugovora sa inostranim autorskim društvima, preko 4.500.000 inostranih autora, odnosno celokupan svetski muzički repertoar. Organizovan je po modelu najsavremenijih evropskih organizacija za zaštitu autorskih prava. Od 1956. Sokoj je član Međunarodne konfederacije društava autora i kompozitora CISAC, sa sedištem u Parizu. Od 1959. Sokoj je član Međunarodnog biroa za zaštitu prava snimanja putem sredstava mehaničke reprodukcije (BIEM).
Uvođenje popularne muzike u pravni okvir vezuje se za pedesete godine dvadesetog veka. Današnji SOKOJ, a tadašnji „SAKOJ (Savez kompozitora Jugoslavije) – institucija nadležna za autorska prava – (...) posvećuje pažnju zabavnoj muzici, imajući u vidu sopstveni uticaj i porast interesovanja za ovaj žanr, kao i činjenicu da su akteri u njegovoj produkciji zapravo bili članovi ove institucije. Posle nekoliko godina žustrih rasprava u vezi sa ’lakom’ i ’popularnom’ muzikom, kompozitori popularne i filmske muzike dobijaju mogućnost ostvarivanja autorskih prava, pa bi se moglo reći da je sredinom pedesetih popularna muzika u Jugoslaviji legalizovana i institucionalizovana.ˮ

### Zakon o autorskim i srodnim pravima
Zakonom o autorskom i srodnim pravima uređuju se prava autora književnih, naučnih, stručnih i umetničkih dela (autorsko pravo), pravo interpretatora, pravo prvog izdavača slobodnog dela, pravo proizvođača fonograma, videograma, emisija, baza podataka i pravo izdavača štampanih izdanja kao prava srodna autorskom pravu (srodna prava), način ostvarivanja autorskog i srodnih prava i sudska zaštita tih prava.
Prema pomenutom Zakonu autorsko delo je originalna tvorevina autora, izražena u određenoj formi, bez obzira na njegovu umetničku, naučnu ili drugu vrednost, njegovu namenu, veličinu, sadržinu i način ispoljavanja, kao i dopuštenost javnog saopštavanja njegove sadržine.
Aurorskim delom smatraju se naročito:
1. pisana dela (knjige, brošure, članci, prevodi, računarski programi sa pratećom tehničkom i korisničkom dokumentacijom u bilo kojem obliku njihovog izražavanja, uključujući i pripremni materijal za njihovu izradu i dr.);
2. govorna dela (predavanja, govori, besede i dr.);
3. dramska, dramsko-muzička, koreografska i pantomimska dela, kao i dela koja potiču iz folklora;
4. muzička dela sa rečima ili bez reči;
5. filmska dela (kinematografska i televizijska dela);
6. dela likovne umetnosti (Slike, crteži, skice, grafike, skulpture i dr.);
7. dela arhitekture, primenjene umetnosti i industrijskog oblikovanja;
8. kartografska dela (geografske i topografske karte);
9. planovi, skice, makete i fotografije;
10. pozorišna režija.

U pomenutom zakonu postoji diferencijacija između trajanja imovinskih i moralnih prava autora:
Imovinska prava autora traju za života autora i 70 godina posle njegove smrti.
Moralna prava autora traju i po prestanku trajanja imovinskih prava autora.
Rok, u slučaju imovinskih prava na muzičkim delima sa rečima, računa se od smrti poslednjeg preživelog autora kompozicije ili autora teksta, bez obzira da li su ta lica označena kao koautori, pod uslovom da su tekst i kompozicija bili stvoreni za predmetno muzičko delo sa rečima.
Po isteku roka trajanja imovinskih prava autora o zaštiti moralnih prava autora staraju se udruženja autora i institucije iz oblasti kulture, nauke i umetnosti. Pored pomenutih subjekata, svako lice ima pravo da štiti paternitet i integritet dela, kao i da se suprotstavi svakom obliku nedostojnog iskorošćavanja autorskog dela.

## Spoljašnje veze
- https://www.sokoj.rs/
- https://www.ofps.org.rs/
- https://www.zis.gov.rs
- https://www.zis.gov.rs/prava/intelektualna-svojina